# Friedrich Schamberger
Friedrich Schamberger (* 23. Juni 1788 in Ansbach; † 26. Februar 1829 in München) war ein deutscher Jurist.

## Leben
Friedrich Schamberger besuchte das Gymnasium in Ansbach und studierte anschließend an der Universität Erlangen Philosophie, verlegte sein Studium später jedoch auf die Rechtswissenschaften, dort hörte er Vorlesungen bei den Professoren Christian Friedrich von Glück und Karl Heinrich von Gros.
1809 kehrte er in seine Heimatstadt zurück und erhielt den Acceß (darunter versteht man bei gewissen Gerichtshöfen und Kollegien die Erlaubnis, an deren Verhandlungen teilzunehmen, ohne ein wirkliches Mitglied von ihnen zu sein) beim Generalkommissariat in Ansbach. Am 10. Juni 1817 wurde er zweiter Assessor der Kammer des Innern in München und am 14. Januar 1818 erfolgte die Ernennung zum ersten Assessor. Am 26. Februar 1824 wurde er zum Regierungsrat extra statum (außerhalb) in Würzburg ernannt. Am 21. Dezember 1824 erfolgte die Beförderung zum weltlichen Rat im protestantischen Oberkonsistorium und am 3. Januar 1826 wurde er zum Oberkirchen- und Studienrat ernannt.
Friedrich Schamberger war verheiratet, seine Ehefrau Wilhelmine verstarb am 10. März 1828 im Alter von 33 Jahren am Kindbettfieber, gemeinsam hatten sie vier Kinder.